# Ремник, Дэвид
Дэвид Джей Ре́мник (англ. David J Remnick; род. 29 октября 1958, Хакенсак, Нью-Джерси) — американский журналист, писатель и редактор.
Начал карьеру репортёра в 1982 году в газете The Washington Post. В 1988 году на четыре года стал московским корреспондентом издания, этот опыт лег в основу его книги 1993 года «Могила Ленина: последние дни советской империи» (англ. Lenin's Tomb: The Last Days of the Soviet Empire). В 1994 году удостоившейся Пулитцеровской премии за нехудожественную литературу и премии Джорджа Полка за выдающиеся достижения в области журналистики.
С 1992 года сотрудничает с журналом The New Yorker, с 1998 года его главный редактор.
В 2000 году Ремник назван «Редактором года» по версии Advertising Age. Является членом Американского философского общества, входил в попечительский совет Нью-Йоркской публичной библиотеки. В 2010 году бестселлером стала его биография Барака Обамы под названием «Мост».

## Биография
Родился в семье нерелигиозных евреев, отец — стоматолог, мать — школьная учительница искусства. Оба его деда были эмигрантами из Российской империи. Вырос в городе Хилсдейл, Нью-Джерси, в доме, где была большая библиотека. Ремник также был другом детства комика Билла Мара. Он учился в средней школе Паскак-Вэлли в Хиллсдейле. В средней школе Паскак-Вэлли он изучал русский язык и таким образом был вдохновлен на изучение политики и культуры СССР. Окончил Принстонский университет в 1981 году.

### Работа в «Вашингтон пост»
Начал карьеру в «Вашингтон пост» в 1982 году, сразу после окончания учёбы в Принстонском университете. Через 6 лет, в 1988 году, начал работать московским корреспондентом.

### Работа в «Нью-Йоркер»
Ремник начал сотрудничать с журналом «Нью-Йоркер» в сентябре 1992 года, после 10 лет работы в «Вашингтон пост». С 1998 года — главный редактор журнала «Нью-Йоркер» (англ. The New Yorker).

## Личная жизнь
В 1987 году Ремник женился на репортере Эстер Фейн, проведя еврейскую церемонию в синагоге Линкольн-сквер на Манхэттене. У пары есть дети — Алекс, Ноа и Наташа. Свободно говорит по-русски.

## Сочинения
- Могила Ленина. Последние дни советской империи. — М.: АСТ, 2017. — 624 с. — ISBN 978-5-17-097473-3